# John Morris (Geologe)
John Morris (* 19. Februar 1810 in Homerton, London; † 7. Januar 1886 in London) war ein britischer Geologe und Paläontologe.
Morris besuchte Privatschulen und arbeitete eine Weile als pharmazeutischer Chemiker in Kensington, widmete sich dann aber ganz der Geologie und Paläontologie. 1854 bis 1877 war er Professor für Geologie am University College London.
Er ist vor allem bekannt durch seine Veröffentlichung des Catalogue of British Fossils 1845.
1876 erhielt er die Lyell Medal. Er war seit 1845 Fellow der Geological Society. 1868 bis 1871 und 1877 bis 1879 war er Präsident der Geologists Association. 1878 erhielt er einen Master of Arts ehrenhalber der University of Cambridge.